# Radioactive (Kings of Leon)
Radioactive è il primo singolo estratto dal quinto album di inediti dei Kings of Leon, intitolato Come Around Sundown, in vendita dal 14 settembre 2010 sull'iTunes statunitense.
Il brano è stato presentato l'8 settembre 2010 sul sito ufficiale dell band e, il giorno successivo, ha ricevuti i primi passaggi radiofonici in Australia, seguiti il 13 settembre 2010 dai primi nell'Alternative Radio statunitense. Il video è in rotazione su MTV.
Il videoclip è arrivato al secondo posto nella classifica "50 Worst Music Videos Ever" di New Musical Express che l'ha definito «una messa in scena dal discutibile sottotesto razzista».

## Tracce
Digital download
1. Radioactive - 3:27

UK 2-track CD single
1. Radioactive - 3:27
2. Radioactive (Remix Featuring West Angeles Mass Choir) - 3:33

## Classifiche
| Classifica (2010)      | Posizione massima |
| ---------------------- | ----------------- |
| Australia              | 19                |
| Austria                | 30                |
| Belgio (Fiandre)       | 16                |
| Belgio (Vallonia)      | 39                |
| Canada                 | 19                |
| Europa                 | 24                |
| Germania               | 41                |
| Irlanda                | 5                 |
| Nuova Zelanda          | 10                |
| Paesi Bassi            | 36                |
| Regno Unito            | 7                 |
| Svezia                 | 53                |
| Svizzera               | 69                |
| U.S. Billboard Hot 100 | 37                |